# 白俄罗斯人权
白俄罗斯的人权一直以来受到著名人权组织（如自由之家）的特别监视。白俄罗斯政府因侵犯人权和迫害非政府组织、独立记者、少数民族和反对派政客而受到批评。